# 梁発
梁 発（りょう はつ、Liang Fa、1789年 - 1855年4月12日）、字は済南は、中国のプロテスタント信者、中国で最初のプロテスタントの伝道師、牧師。
広東省肇慶府高明県古労村出身。1800年から4年間私塾で学ぶ。1804年から広州で印刷技術を学ぶ。1809年、イギリスの宣教師ロバート・モリソン（馬礼遜）とウィリアム・ミルン（米怜）と知り合い、2人が翻訳した聖書の印刷を手伝うこととなった。1815年、キリスト教の布教が制限されるとミルンに従ってマラッカに行き、中国語雑誌『察世俗毎月統記伝』の印刷と出版を手伝う。翌年にマラッカで洗礼を受け、1821年にはマカオでモリソンから中国で最初のプロテスタントの牧師按手式される。1828年、故郷の高明県で古天青とともに私塾を開き、中国語の他に西洋の科学や地理の知識、英語を教えた。1834年、清朝からの迫害を受けてマレー半島に逃れる。マラッカではイギリスの宣教師サミュエル・ダイアーの著作の翻訳・印刷を行う。アヘン戦争の5年後に帰国。彼はアヘン戦争には反対で、イギリスが清と戦争を行えば中国人は聖書やイギリス人の宣教師を信じないだろうと主張した。
梁発は文章にも優れていて、キリスト教の書籍やパンフレットも書いている。もっとも重要な著作は1832年に著した『勧世良言』9巻である。『勧世良言』は聖書の内容を紹介しながらキリスト教の教義を述べたもので、一般人にも分かるように平易にできている。洪秀全が最初にキリスト教に触れたのがこの『勧世良言』だったため、太平天国に大きな影響を与えた。
1855年、香港と広州で布教活動を行っている途中で病にかかり死去。

## 著作
- 『勧世良言』
- 『熟学聖理略論』
- 『真理問答浅解』
- 『真道尋源』
- 『霊魂篇』
- 『聖経日課初学便用』
- 『祈祷文賛神詩』